# Hypsophrys
Genre
Hypsophrys est un genre de poissons d'eau douce de la famille des Cichlidae.

## Liste des espèces
Selon FishBase (25 janv. 2017) et Catalogue of Life (21 mars 2025) :
- Hypsophrys nematopus (Günther, 1867)
- Hypsophrys nicaraguensis (Günther, 1864)